# Westford (hrabstwo Richland)
Westford – miasto w Stanach Zjednoczonych, w stanie Wisconsin, w hrabstwie Richland.